# Боровков, Николай Александрович
Никола́й Алекса́ндрович Боровко́в (11 ноября 1834, Санкт-Петербург — 29 августа 1905, там же) — русский военный деятель, генерал-лейтенант.

## Биография
Происходил из дворян Санкт-Петербургской губернии. Родился в 1834 году. Отец — чиновник Александр Дмитриевич Боровков.
В 1852 году окончил курс наук в Пажеском корпусе. 13 августа 1852 года в чине корнета определён на службу в лейб-гвардии Гродненский гусарский полк.
10 июля 1861 года назначен мировым посредником Павловского уезда Воронежской губернии.
28 февраля 1866 года Боровков произведён в полковники, с зачислением по армейской кавалерии. 25 ноября 1867 года назначен состоять по Военному министерству.
12 мая 1869 года командирован в распоряжение начальника военных сообщений действующей армии.
В период очередной Русско-турецкой войны 1877 года полковник Боровков был назначен наблюдать и координировать передвижение санитарных поездов и общем направлении их на оба театра данной кампании.
19 марта 1878 года Боровков был освобожден от последней должности и назначен председателем Комиссии для проверки отчетов и квитанций Товарищества по продовольствию армии.
1 января 1880 года произведен в генерал-майоры. 4 февраля 1886 года назначен членом комиссии по распределению пособий и управляющим канцелярией по приему просителей и разбора просьб, поступающих в Военное министерство.
18 июня 1890 года произведён в генерал-лейтенанты, с зачислением в запас по армейской кавалерии.
Написал книгу «Из прошлого: Воспоминания и наблюдения за полвека» (СПб., 1901), в которой значительное место уделено воронежскому периоду его жизни (конец 1850—1860-е годы); печатал в «Воронежских губернских ведомостях» статьи о развитии народного образования.
Скончался 29 августа 1905 года. Похоронен в Новодевичьем монастыре (Петербург).

## Награды
- Орден Св. Анны 2-й степени (1877),
- командорский крест румынского ордена Звезды (1879),
- Орден Св. Владимира 3-й степени (1882),
- Орден Св. Станислава 1-й степени (1885)[6].